# Campionati mondiali di sollevamento pesi 2022 - 96 kg maschile
Le gare di sollevamento pesi della categoria fino a 96 kg maschile — pesi mediomassimi — dei campionati mondiali del 2022 si sono svolte il 12 dicembre 2022 a Bogotà presso la Gran Carpa Américas Corferias.

## Programma
L'orario indicato corrisponde a quello colombiano (UTC-05:00)
| Data             | Orario | Evento   |
| ---------------- | ------ | -------- |
| 12 dicembre 2022 | 09:00  | Gruppo C |
| 12 dicembre 2022 | 14:00  | Gruppo B |
| 12 dicembre 2022 | 16:30  | Gruppo A |

## Medagliati
Per ciascun esercizio, i primi tre classificati sono i seguenti:
| Esercizio | Oro                | Oro    | Argento            | Argento | Bronzo      | Bronzo |
| --------- | ------------------ | ------ | ------------------ | ------- | ----------- | ------ |
| Strappo   | Lesman Paredes     | 185 kg | Nurgissa Adiletuly | 174 kg  | Jhor Moreno | 171 kg |
| Slancio   | Romain Imadouchène | 213 kg | Lesman Paredes     | 212 kg  | Jhor Moreno | 209 kg |
| Totale    | Lesman Paredes     | 397 kg | Nurgissa Adiletuly | 383 kg  | Jhor Moreno | 380 kg |

## Record
Prima di questa competizione, i record mondiali esistenti erano i seguenti:
| Record mondiale | Strappo | Lesman Paredes | 187 kg | Tashkent, Uzbekistan  | 14 dicembre 2021 |
| Record mondiale | Slancio | Tian Tao       | 231 kg | Tokyo, Giappone       | 7 luglio 2019    |
| Record mondiale | Totale  | Sohrab Moradi  | 416 kg | Aşgabat, Turkmenistan | 7 novembre 2018  |

## Risultati
| Pos. | Atleta                        | Gr. | Peso atleta | Strappo (kg) | Strappo (kg) | Strappo (kg) | Strappo (kg) | Slancio (kg) | Slancio (kg) | Slancio (kg) | Slancio (kg) | Totale |
| Pos. | Atleta                        | Gr. | Peso atleta | 1            | 2            | 3            | Pos.         | 1            | 2            | 3            | Pos.         | Totale |
| ---- | ----------------------------- | --- | ----------- | ------------ | ------------ | ------------ | ------------ | ------------ | ------------ | ------------ | ------------ | ------ |
|      | Lesman Paredes (BHR)          | A   | 95.50       | 176          | 181          | 185          |              | 207          | 212          | 214          |              | 397    |
|      | Nurgissa Adiletuly (KAZ)      | A   | 95.90       | 170          | 174          | 174          |              | 205          | 209          | 209          | 4            | 383    |
|      | Jhor Moreno (COL)             | A   | 94.80       | 165          | 171          | 174          |              | 200          | 205          | 209          |              | 380    |
| 4    | Romain Imadouchène (FRA)      | A   | 91.80       | 160          | 165          | 170          | 7            | 205          | 209          | 213          |              | 378    |
| 5    | Sarat Sumpradit (THA)         | A   | 94.90       | 167          | 167          | 172          | 4            | 205          | 206          | 206          | 6            | 373    |
| 6    | Hakob Mkrtchyan (ARM)         | A   | 95.50       | 163          | 168          | 168          | 10           | 205          | 211          | 211          | 7            | 368    |
| 7    | Yeimar Mendoza (COL)          | A   | 95.70       | 166          | 166          | 171          | 5            | 200          | 205          | 206          | 9            | 366    |
| 8    | Cyrille Tchatchet (GBR)       | B   | 95.90       | 154          | 159          | 161          | 15           | 190          | 195          | 197          | 10           | 356    |
| 9    | Irakli Gobejishvili (GEO)     | B   | 95.70       | 160          | 164          | 164          | 13           | 190          | 195          | 198          | 11           | 355    |
| 10   | Marco Machado (BRA)           | B   | 95.00       | 163          | 166          | 166          | 8            | 189          | 190          | 195          | 14           | 353    |
| 11   | Alisher Seitkazy (KAZ)        | B   | 95.20       | 150          | 156          | 160          | 14           | 190          | 191          | 200          | 13           | 351    |
| 12   | Wilmer Contreras (ECU)        | B   | 95.50       | 150          | 155          | 160          | 17           | 183          | 188          | 192          | 12           | 347    |
| 13   | Hakan Şükrü Kurnaz (TUR)      | B   | 91.60       | 163          | 163          | 166          | 9            | 179          | 183          | 183          | 18           | 342    |
| 14   | Amel Atencia (PER)            | C   | 89.30       | 148          | 152          | 155          | 16           | 178          | 184          | 186          | 15           | 341    |
| 15   | José López (MEX)              | B   | 95.60       | 140          | 145          | 145          | 23           | 185          | 191          | 200          | 8            | 340    |
| 16   | Theodoros Iakovidis (GRE)     | B   | 91.80       | 150          | 155          | 159          | 18           | 180          | 188          | 188          | 17           | 335    |
| 17   | Jonathan Ramos (MEX)          | C   | 91.70       | 140          | 145          | 145          | 21           | 180          | 185          | 190          | 16           | 330    |
| 18   | Omed Alam (DEN)               | B   | 89.40       | 150          | 150          | 154          | 19           | 178          | 183          | 183          | 19           | 328    |
| 19   | Forrester Osei (GHA)          | C   | 95.70       | 146          | 146          | 150          | 20           | 175          | 180          | —            | 22           | 321    |
| 20   | Amar Musić (CRO)              | C   | 90.30       | 141          | 145          | 145          | 22           | 170          | 176          | 181          | 20           | 317    |
| 21   | Lukas Kordušas (LTU)          | C   | 93.10       | 132          | 137          | 137          | 24           | 170          | 176          | 180          | 21           | 308    |
| 22   | Christopher Griffith (BAR)    | C   | 93.00       | 110          | 116          | 122          | 25           | 140          | 147          | 155          | 24           | 277    |
| 23   | Quontana Clarke (BAR)         | C   | 93.70       | 95           | 100          | 107          | 26           | 125          | 125          | 130          | 25           | 232    |
| —    | Davit Hovhannisyan (ARM)      | A   | 94.00       | 165          | 170          | 172          | 6            | 200          | 200          | —            | —            | —      |
| —    | İbrahim Arat (TUR)            | A   | 95.80       | 161          | 165          | 166          | 11           | 206          | 207          | 207          | —            | —      |
| —    | Mohamed Abdelalim (EGY)       | A   | 95.10       | 161          | 161          | 167          | 12           | 201          | 201          | 201          | —            | —      |
| —    | Jang Yeon-hak (KOR)           | A   | 94.80       | 171          | 172          | 172          | —            | 201          | 206          | 210          | 5            | —      |
| —    | Joen Vikingsson Sjöblom (SWE) | C   | 95.40       | 147          | 147          | 147          | —            | 175          | 180          | 180          | 23           | —      |
| —    | Chen Po-jen (TPE)             | A   | 95.70       | —            | —            | —            | —            | —            | —            | —            | —            | —      |